# Río Jamapa
Le Río Jamapa est un fleuve du Mexique, situé essentiellement dans le centre de l'État de Veracruz, mais dont le bassin versant déborde légèrement à l'ouest dans l'État voisin de Puebla. S'écoulant d'ouest en est, il se jette dans le golfe du Mexique.

## Géographie
Le fleuve Río Jamapa, de même que son principal affluent, le Río Cotaxtla, prend sa source sur le territoire de la municipalité de Calcahualco, à plus de 5610 mètres d'altitude, dans le glacier de Jamapa, qui fait partie du Pic d'Orizaba, dans la cordillère Néovolcanique, et est situé sur la limite entre les États de Puebla et de Veracruz. D'une longueur de 368 kilomètres, son cours s'écoule vers l'ouest et le golfe du Mexique, qu'il rejoint au niveau de la ville de Boca del Río, après avoir arrosé la ville de Córdoba. Son principal affluent est la rivière Río Cotaxtla, dont la confluence s'effectue en amont de la ville de Cotaxtla.
Au cours de son trajet, le fleuve Jamapa traverse deux espaces naturels protégés : le Parc national Pico de Orizaba, et la réserve d'Arroyo Moreno, près de la ville de Boca del Río.